# Lédas-et-Penthiès
Lédas-et-Penthiès település Franciaországban, Tarn megyében. Lakosainak száma 161 fő (2022. január 1.). Lédas-et-Penthiès Lédergues, Saint-Just-sur-Viaur, Faussergues, Lacapelle-Pinet, Padiès és Tréban községekkel határos.

## Népesség
A település népességének változása:
| Lakosok száma | 153  | 146  | 149  | 140  | 144  | 149  | 154  | 156  | 161  |
|               | 2013 | 2015 | 2016 | 2017 | 2018 | 2019 | 2020 | 2021 | 2022 |